# Awwam

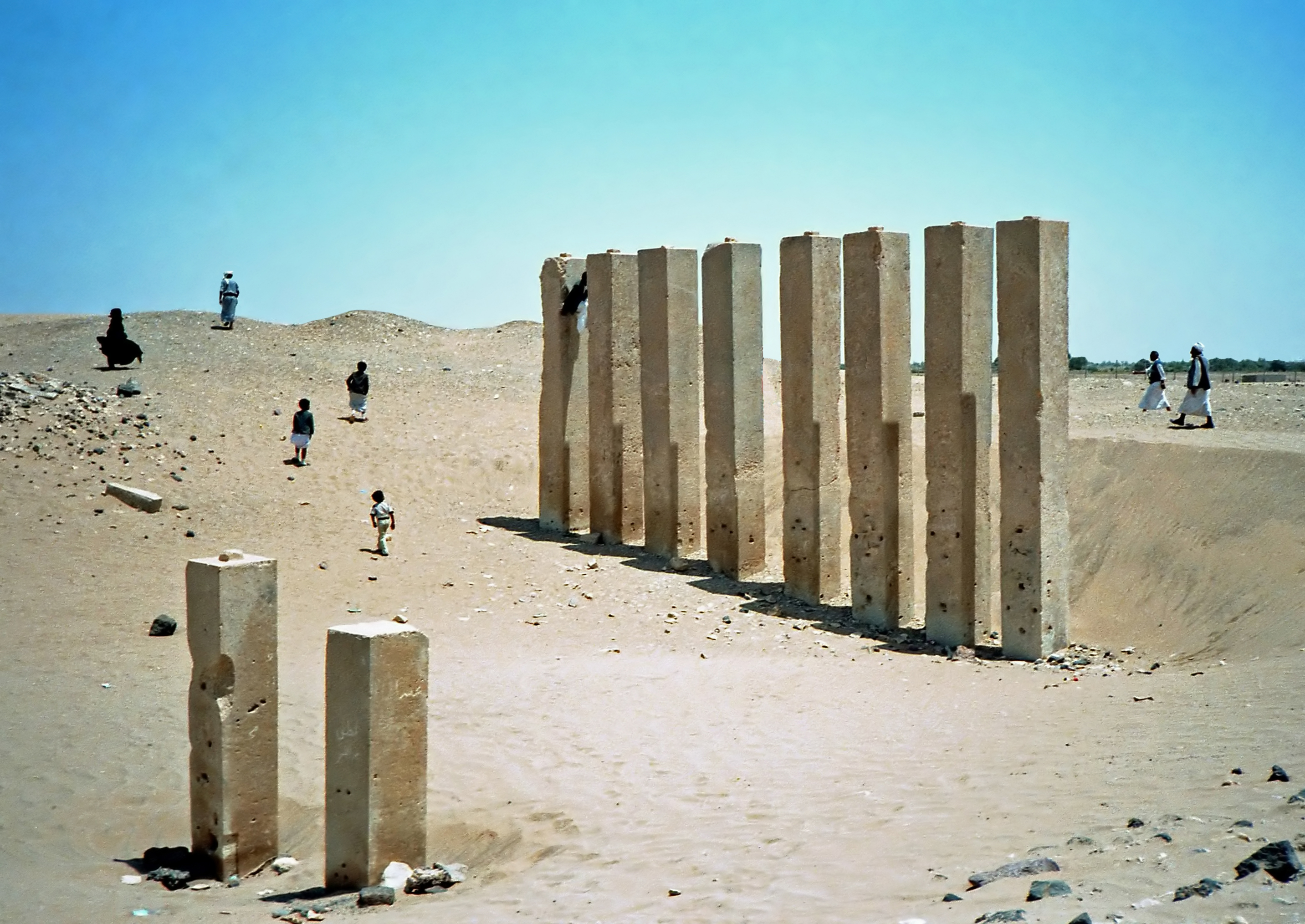
Acht monolithische Pfeiler (Pfeilerreihe des Propylon) von sieben Metern Höhe markieren den Eingang zum Tempelhof des Awwam-Tempels

Der Awwam (altsüdarabisch ʾwm, arabisch معبد أوام, DMG maʿbad Auwām ‚Awwam-Tempel‘, حرم بلقيس / Ḥaram Bilqīs oder محرم بلقيس / Maḥram Bilqīs) war ein sabäischer Tempel nahe Ma'rib im heutigen Jemen, der als Ruine erhalten ist. Er wurde von Mukarrib Yada'il Dharih I. errichtet, dessen Regierungszeit vermutlich in den Zeitraum vom 7. bis 5. Jahrhundert v. Chr. fällt.

## Aufbau
Der größte Teil des Tempels wird von einem unbedachten Hof eingenommen, der von einer massiven Steinmauer mit unregelmäßigem ovalen Grundriss eingeschlossen wird. Im Norden schließt sich eine Eingangshalle an, die aus einem offenen Hof und einem mehrstöckigen Säulengang aufgebaut ist. An der Innenwand der Eingangshalle befanden sich mehrere Dutzend höchst bedeutende Inschriften aus der Spätzeit des sabäischen Reiches. Die Halle war in der Antike vollständig von Säulen umgeben, das Tempelinnere erreichte man über eine breite Tür. Bis zu vier Meter hoch steht eine Reihung monolithischer Pfeiler. An der Ost- und Westseite finden sich 32 weitere Pfeiler, allesamt Stützen für ein ehemaliges Dachgestühl.

## Ausgrabungen
Der Awwam wurde 1951–52 von der American Foundation for the Study of Man unter Leitung von Wendell Phillips und unter schwierigsten Bedingungen teilweise ausgegraben. Nach Missverständnissen (Plünderungsverdacht, vermeintliche Erkundungen für Ölförderungsmaßnahmen) wurden die Grabungen abgebrochen und erst 2000 durch ein deutsches Forscherteam des Deutschen Archäologischen Instituts fortgesetzt. Diese stießen auf eine Begrabungsstätte mit hoch qualitativen Grabbeilagen wie Trink- und Räuchergefäßen aus Alabaster. Die Mutmaßung, dass annähernd 20.000 Tote dort bestattet worden sein könnten, legt nahe, dass der Awwam-Tempel ein frequentiertes Pilgerziel gewesen sein muss.